# Epígrafe

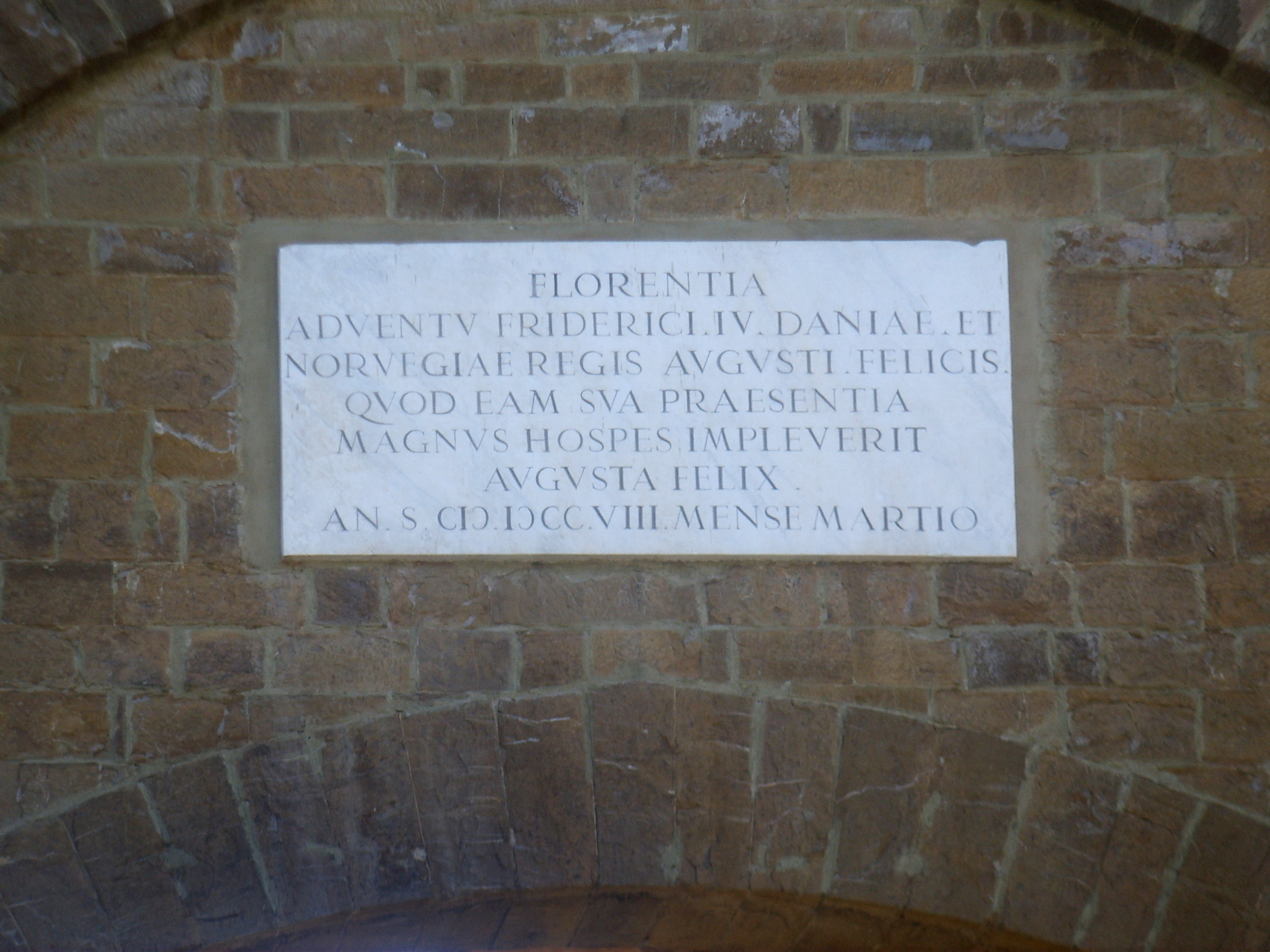
Epígrafe em latim na cidade de Florença, Porta San Gallo.

Epígrafe (do grego antigo «ἐπιγραφή», derivado de ἐπιγράφω, "escrever acima de") é originalmente uma inscrição em prosa ou em versos que se coloca, talhada em bronze ou mármore, sobre tumbas para lembrar a memória de um defunto (neste caso, chamada de epitáfio), ou também em outros lugares em comemoração de pessoas e eventos importantes.

## Literatura
Na literatura, epígrafe é uma citação ou frase curta, que, colocado no início de uma obra, serve como tema ou assunto para resumir ou introduzir a obra. Constitui uma escrita introdutória a outra, um texto breve, em forma de inscrição solene, que abre um livro ou uma composição poética. 
Ao estudo das epígrafes chama-se epigrafia. Os escritores antigos fizeram pouco uso das epígrafes, mas a epígrafe literária entrou em uso no século XVI, tornando-se moda a partir do século XVIII. Na França, surge pela primeira vez em 1704, no Dictionaire de Trevoux e daí por diante começou a ser utilizada em toda a Europa.
A epígrafe é um pré-texto que serve de bandeira ao texto principal, por resumir de forma exemplar o pensamento do autor. Tem, pois, a função de um lema ou de uma divisa. O autor pode optar por colocar a epígrafe em página isolada, antes do corpo principal do texto, servindo de abertura solene do livro, pode ocorrer logo abaixo do título de um livro, ou ainda à entrada de um discurso, capítulo de obra extensa ou composição poética. Em certos géneros literários, como os discursos formais ou os sermões, a epígrafe é assumida como parte activa do texto, sendo um ponto de partida de discussão. O recurso à epígrafe não é um exclusivo dos autores literários. O ensaísta Eduardo Lourenço, por exemplo, coloca normalmente uma epígrafe na abertura das suas obras. Não se deve confundir a epígrafe com a dedicatória da obra nem com os resumos de capítulos, como o faz Almeida Garrett em Viagens na Minha Terra.
A epígrafe tanto pode ser uma divisa que resume uma certa ideologia assumida pelo autor como pode servir de introdução etimológica, por exemplo, a uma obra cujo título é enigmático ou ambíguo, como no caso de "Esteiros" (1941), de Soeiro Pereira Gomes, que abre com esta epígrafe: «Esteiros. Minúsculos canais, como dedos de mão espalmada, abertos na margem do Tejo. Dedos das mãos avaras dos telhais que roubam nateiro às águas e vigores à malta. Mãos de lama que só o rio afaga».

## Arqueologia
Em arqueologia, epígrafe é toda inscrição, de qualquer género, completa ou fragmentária, talhada, grafada, pintada ou impressa em qualquer meio (mármore, pedra, bronze, terracota etc.). 

## Correspondência formal
Epígrafe também é a denominação da linha colocada no início de cartas e outros documentos com o objetivo de resumir o assunto que será em seguida tratado, salientando-se os dados mais relevantes.